# American International Group
American International Group, Inc. (AIG), är ett amerikanskt multinationellt försäkringsbolag. Företaget finns i cirka 130 länder och rankades år 2007 som världens sjätte största försäkringsbolag av tidningen Forbes. Det har tillgångar på cirka 1 000 miljarder dollar och räknar bland sina kunder en tredjedel av de 400 rikaste amerikanerna enligt den lista som Forbes publicerar.
AIG började som personförsäkringsbolag men bytte på 1960-talet inriktning mot företag och finansiella tjänster.
Utöver verksamheten inom liv- och bilförsäkring, äger AIG ILFC som leasar ut trafikflygplan.
AIG äger även större delen av flygplatsen London City Airport, det brittiska bolåneinstitutet Ocean Finance, större delen av den bulgariska teleoperatören BTC, samt 19,8 procent av aktierna i det kinesiska försäkringsbolaget PICC.
Företaget var huvudsponsor för Manchester United från 2006 till 2010.

## Finanskrisen
AIG drabbades år 2008 av akuta betalningssvårigheter. 85 miljarder dollar från Federal Reserve (USA:s centralbank) omvandlades till warranter motsvarande 79,9 procent av ägandet i företaget. FED sade sig vilja hindra en nära förestående konkurs som skulle skadat världsekonomin. Beslutet godkändes av USA:s president George W Bush som sade att FED:s agerande ”främjar stabiliteten på finansmarknaderna". AIG:s undergång skulle ha skadat den finansiella sektorn eftersom många banker, även svenska, har en direkt koppling till AIG.
I samband med FED:s ingripande tvingades AIG:s vd Robert Willumstad att avgå. Han ersattes av Ed Liddy.